# Jamagucsi-gumi
A hatodik kumicso által vezetett Yamaguchi-gumi (六代目山口 Rokudaime Yamaguchi-gumi) Japán legnagyobb és leghírhedtebb jakuza szervezete. A nevét alapítójáról, Harukicsi Jamagucsiról kapta. Eredete visszavezethető egészen a második világháború előtti időkig, amikor is egy dokkmunkásokból álló, laza szövetségű szakszervezet volt Kobe területén.
Ez az egyik legnagyobb bűnszervezet a világon. Az Országos Rendőr-ügynökség szerint 2007-ben 20.400 aktív és 18.600 betársult taggal rendelkeztek. Ez messze a legnagyobb csoport, hiszen ezáltal a jakuzák 45%-a ebbe a családba tartozik, ami hozzávetőleg 750 klánt jelent. A Jamagucsi-gumi vezető tagjainak száma 102 fő volt összesen 2005 novemberében; 1 kumicsō (組長) (főnök), 15 szatej (舎弟) (öcs), és a 86 wakacsú (若中) (gyerek).
A Jamagucsi-gumi tagjai a világ leggazdagabb gengszterei közé tartoznak, több milliárd dollárjukat évente a zsarolás, a szerencsejáték, a szexipar, fegyver -és kábítószer-kereskedelem, valamint az ingatlan -és építőipari tevékenységekből szerzik. Ők is részt vesznek a tőzsdei manipulációban és az internetes pornográfiában.
Székhelye Kobe, de működik szerte Japánban és a tengerentúlon, Ázsiában és az Amerikai Egyesült Államokban is. Habár nagy a rendőri nyomás, a Jamagucsi-gumi folyamatosan nő, és rengeteg bűncselekményt irányít a mai napig. Jelenlegi kumicso (főnök) Sinobu Cukasa kijelentette, egy terjeszkedő politikát tervez, ami így utat tör a hagyományosan nem Jamagucsi-terep, Tokió felé is.

## Vezetők
- 1. kumicso (1915-1925): Harukicsi Jamagucsi
- 2. kumicso (1925-1942): Noboru Jamagucsi – Harukicsi Jamagucsi fia
- 3. kumicso (1946-1981): Kazuo Taoka

Amikor Taoka örökölte a kumicso címet, a szervezet csupán egy néhány tucat tagból álló család volt. Taoka volt az, aki a Jamagucsi-gumit a világ egyik legnagyobb bűnszervezetévé tette. Ő sürgette a beosztottjait, hogy törvényesen működő vállalkozásokat alapítsanak, valamint lehetővé tette számukra, hogy a saját családjuk egyfajta kiegészítő családdá váljon a Jamagucsi-gumiban. Ő is létrehozott egy szerkezeti rendszert a családban. Vakagasirát választottak, aki mint alfőnök tevékenykedett a kumicsonak, néhány erőteljes tagot pedig vakagasira-hozának (alfőnök helyettes) választottak.
- 4. kumicso (1984-1985): Masahisza Takenaka

Taoka halála után helyét a vakagasira Kenicsi Jamamoto vette volna át, de börtönbüntetését töltötte éppen, nem sokkal később pedig májelégtelenségben halt meg. Fumiko Taoka, Kazuo Taoka felesége, ezután előrelépett, hogy kitöltse a vezetésben keletkezett űrt, amíg egy új kumicsot ki nem választanak.
1984-ben a vének választottja Masahisza Takenaka lett, aki ezáltal a negyedik kumicso posztját töltötte be a Jamagucsi-gumiban. Egy másik lehetséges jelölt, Hirosi Jamamoto, ezután elszakadt a Jamagucsi-gumitól és sok erős taggal, valamint több mint 3000 katonával létrehozták az Icsiva-kájt. Keserű rivalizálás létezett a két csoport között, ami egy totális háború (a Jama-Icsi háború) kirobbanásához vezetett, miután a Icsiva-káj 1985 meggyilkolta Takenakat és vakahasira Kacumasza Nakajamát. A háború alatt az eljáró-kumicso Kazuo Nakanisi, a vakagasira pedig Josinori Vatanabe lett, akik 1989-ig átvették a vezető szerepet.
- 5. kumicso (1989-2005): Josinori Vatanabe

A Jama-Icsi háború véget érését követően a klán választott vakagasirája Josinori Vatanabe lett, mint a szervezet 5. kumicsoja. Maszaru Takumit pedig a vakagasira posztra választották, ám annyira erős tisztelet övezte a szervezeten belül, hogy az ő befolyása bizonyos mértékig beárnyékolta a kumicso hatalmát.
- 6. kumicso (2005-től): Sinobu Cukasa (valódi neve: Kenicsi Sinoda)

1997-ben a nagy teljesítményű vakagasira Maszaru Takumi meggyilkolta az akkori vakagasira-hozát, Taro Nakanót. Ezt a merényletet követően nem tudtak új vakagasirát választani, több mint nyolc évig. Ennek eredményeként a vezetés a szervezeten belül egyre gyengébb lett. Végül 2005-ben a vakagasira-hoza Sinobu Cukasát választották az új vakagasirának, és nem sokkal később, 2005 augusztusában Cukasa örökölte a 6. kumicso címet a Jamagucsi-gumiban.
Vatanabe visszavonult, ami meglehetősen szokatlan jakuza körökben, hiszen a főnökök általában nem mennek nyugdíjba, posztjukon maradnak egészen a halálukig. Utódja, Cukasa vezetése alatt, mint a 6. Jamagucsi-gumi, folytatódnak a bővítések. Kijosi Takajamát választották a vakagasira posztra, egy tokiói székhelyű banda (Kokuszui-káj) eltűnésével pedig jól jövedelmező terepre tettek szert a fővárosban. 
Mígnem 2005 decemberében Cukasa börtönbe került illegális fegyver birtoklásáért, és közel hat év börtönbüntetés után 2011 áprilisában szabadult.

### Háború
A Jama-Icsi Szenso (háború) 1985-1989 között Kanszai régióban kialakult jakuza konfliktus a Jamagucsi-gumi és a Icsiva-káj között.
A Kobe székhyelyű legnagyobb jakuza családnak, a Jamagucsi-guminak Kazuo Taoka volt a harmadik főnöke, akinek természetes halála (1981) után a legfőbb tisztet a vakagasira Kenicsi Jamamotónak kellett volna örökölnie, de ő börtönbüntetését töltötte éppen. A többi felső hadnagy úgy döntött, hogy megvárják a szabadlábra helyezését, azonban 1982-ben Jamamoto hirtelen meghalt májelégtelenségben. Halála után nem tudtak azonnal megválasztani egy új kumicsot, de átmenetileg kinevezték Hirosi Jamamotót ideiglenes vezetőnek, és Maszahisa Takenakát mint vakagasirát.
A háború akkor kezdődött, amikor Hirosi Jamamoto megtörve a Jamagucsi-gumi rendjét, 18 hadnaggyal és több mint 3000 taggal megalakította saját szervezetét, a Icsiva-kájt. Tevékenységeik hátterében nagy szerepet kapott a féltékenység, hiszen Jamamoto elégedetlen volt amikor egy riválisát, Maszahisa Takenakát választották meg a 4. kumicsonak.
1985. január 26-án Jamamoto egy bérgyilkos csapatot küldött Sziutába, Takenaka barátnőjének otthonába. A kialakult incidens alatt Takenakát, a vakahasira Kacumasa Nakajamát és egy másik családtagot lelőttek, s ezáltal egy országos konfliktus alakult ki, mely véres háborúként híresült el. A felbőszült Jamagucsi-gumi, élén az újonnan választott eljáró-kumicso Kazuo Nakanisivel és vakagasira Josinori Vatanabével megfogadta, hogy bosszúból eltörli a Icsiva-kájt.
Az ezt követő években 36 jakuza vesztette életét, és sokan mások súlyosan megsebesültek a becslések szerint 220 esetet számláló fegyveres harcokban.  
A háború végül több éven át folytatódott, mígnem a Jamagucsi-gumi érvényesítette hatalmát, s a pürrhoszi győzelemként is emlegetett befejezés többek között Maszahisa Takenaka testvérének letartóztatásával, sok Icsiva-kai tag részéről rendőri védelem kérésével, valamint a megmaradt tagok megengedett visszacsatlakozásával járt.

### Hírlevél
Annak érdekében, hogy növelje tagjainak számát és megerősítse a morált, a Jamagucsi-gumi indított egy nyolc oldalas hírlevelet. A kiadvány áthidalja a kommunikációs szakadékokat, és magában foglal olyan cikkeket, amelyek a csoport véleményét és hagyományait mutatják be, egy szerkesztő (Kenicsi Sinoda) által megírva.

### Merénylet
2007. április 17-én Tecuja Siró, a Szuisin-káj vezető rangú tagja (mely kapcsolatban áll a Jamagucsi-gumival), meggyilkolta Iccso Itót, Nagaszaki polgármesterét, egy látszólagos vita miatt. 2008. május 26-án Tecuja Siró halálos ítéletet kapott, azonban a Fukuoka Legfelsőbb Bíróság visszavonta a halálos ítéletet, és 2009. szeptember 29-én életfogytiglanra módosította.

## Támogatás
Közvetlenül az 1995-ös kóbei földrengést követően, a Jamagucsi-gumi egy nagyszabású segélyakcióba kezdett bele az áldozatok megsegítésére, a szükséges kellékek és az élelmiszerek biztosításával. Mint kiderült, ez a segítség elengedhetetlen volt a lakosság részére, mert a hivatalos támogatás a katasztrófát követő néhány napban következetlen és kaotikus volt.
A 2011-es Tohoku földrengést és szökőárt követően a Jamagucsi-gumi ismételten megnyitotta irodáit a köz-és küldött ellátást érintett területeken.

## Amerika
2012 februárjában az amerikai Pénzügyminisztérium meghirdette széles körű kezdeményezését a nemzetközi szervezett bűnözői csoportok ellen, kiemelve az orosz Brothers’ Circle-t, az olasz Camorrát, a mexikói Los Zetast és a japán jakuzát.

## Fordítás
Ez a szócikk részben vagy egészben  a   Yamaguchi-gumi című angol Wikipédia-szócikk fordításán alapul.  Az eredeti cikk szerkesztőit annak laptörténete sorolja fel. Ez a jelzés csupán a megfogalmazás eredetét és a szerzői jogokat jelzi, nem szolgál a cikkben szereplő információk forrásmegjelöléseként.